# 헌법

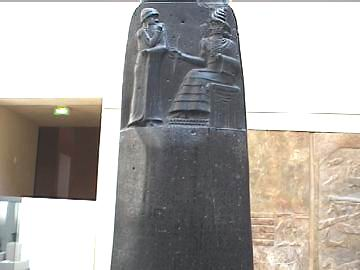
함무라비 법전이 새겨진 돌기둥

헌법(憲法, 영어: constitution)은 국가의 기본 법칙으로서, 국민의 기본적 인권을 보장하고 국가의 정치 조직 구성과 정치 작용 원칙을 세우며 시민과 국가의 관계를 규정하거나 형성하는 최고의 규범이다.

## 개념
법학에서 헌법이란, 특정 영역의 공동생활의 질서를 구성하는 법, 곧 공동생활의 '규범 체계'(독일어: ein System von Normen) 또는 '확정된 판례'의 집합을 의미한다. 이러한 의미에서 헌법은 국가뿐만 아니라 일반 조직이나 결사에서도 존재하지만, 이러한 영역에서의 규범 또는 지침은 대체로 정관으로 표현되고, 헌법이라는 의미로 표현할 때에는 국가의 법적 기본 질서를 의미하게 된다. 국가가 아닌 다른 사회 조직에서의 헌법을 사회학적 의미의 헌법 또는 넓은 의미의 헌법으로 표현하기도 한다.
헌법이란 본래 국가의 기본 조직에 관한 법, 즉 영토의 범위, 국민의 자격 요건 및 국가 통치기관의 조직과 기능 등을 정하는 법이다. 헌법을 이처럼 일반 법률과 구별하는 것은, 이미 고대 그리스 시대부터 행해져 온 바로써 이러한 의미의 헌법은 국가의 형태 여하를 막론하고 동서고금의 어떠한 국가에도 다 있는 것이라고 할 수 있다. 국가도 단체(團體)의 일종이며 단체는 반드시 조직에 관한 규정이 있어야 성립되기 때문이다.
그러나 입헌주의(立憲主義) 또는 입헌정치(立憲政治)라고 하는 경우의 '입헌', 즉 '헌법을 세워서', 다시 말하면 헌법을 제정해서 그 헌법에 따라 국가를 운영한다고 하는 경우의 '헌법'은 어떠한 형태의 국가도 다 가지고 있는 국가 조직법을 의미하는 것은 아니다. 프랑스의 인권선언 16조는 '권리의 보장이 확고(確固)하지 아니한 사회는 모두 헌법을 가진 것이 아니다'라고 하였는데, 이는 입헌주의적 의미의 헌법은 각국의 국가 조직법 중에서도 특별한 내용을 가진 것만을 특히 '헌법'이라 지칭(指稱)하는 것임을 의미한다. 입헌주의적 의미의 헌법은 이를 근대적 의미의 헌법이라고도 하는데, 그 내용은 민주정치의 모든 원리를 국가조직의 기본원칙으로 채택하는 것을 특색으로 한다.
하지만 이러한 근대적 헌법은 20세기에 들어와 다시 변천을 보게 되었다. 20세기 이전에는 국민의 기본권이라 하면 전에는 모든 사람의 자유와 평등의 원리에 따라 국민의 자유가 권력 기관의 침해를 받지 않을 것을 보장하는 자유권(自由權)에 치중하였으나, 제한없는 재산권과 경제 활동의 자유가 격심한 경제적 불평등을 초래하였다. 그에 비추어 제1차 세계 대전 이후의 각국의 새로운 헌법은 모든 국민에게 인간다운 생활을 보장하는 생존권적(生存權的) 기본권을 인정하게 되었기 때문이다. 이러한 헌법을 학자들은 현대적(現代的) 의미의 헌법이라 하는데 대한민국 헌법은 전형적인 현대적 의미의 헌법에 속한다.
20세기 말에 새로운 헌법 개념이 등장하는데, 천부인권의 개념을 무한대로 확장하고 있다. 이러한 형태를 기존 헌법을 고전 헌법이라는 의미에서 선진 헌법이라고 한다. 고전 헌법은 국가가 지닌 권력 체계의 기능을 강조한 데 반하여, 선진 헌법에서는 권리 보장의 기능을 강조한다. 또한 선진 헌법은 국민의 의무보다 국가의 의무를 먼저 담고 있다. 고전 헌법은 주권 지향적이나 선진 헌법은 인권 지향적이다. 그동안 헌법이 보장한 기본권 외에 인간 존엄성, 결혼 및 육아에 대한 권리, 여성과 노약자의 권리, 주거에 대한 좀 더 확장된 권리, 종교를 가지지 않을 권리와 그에 대한 좀 더 확실한 보호, 심지어 망명의 권리와 징병 거부에 대한 권리까지 수록하고 있다. 선진 헌법의 또 다른 특징으로 주어가 국민에서 인민으로 바뀌었다. 이는 국가가 있고 국민이 있다는 뜻이 아니라, 인간 또는 인민이 있어 국가가 있다는 개념이 반영된 결과이다.

### 어원
원래 헌법이라는 단어는 주나라의 좌구명(左丘明)이 쓴 《국어》(國語)에 나온 “선한 자는 상을 주고, 간악한 자는 벌을 주는 것이 나라의 헌법이다.”라는 문장에서 처음 등장하였다. 호즈미 노부시게의 《법창야화》(法窓夜話)에 따르면, 근대에 들어오면서 불어 "Constitution"에 대응하는 개념을 지칭하기 위하여 일본의 사상가 미쓰쿠리 린쇼(일본어: 箕作麟祥)가 “헌법”(憲法)을 사용하면서 현대와 같은 의미로 굳어졌다.
대한민국을 비롯한 일본, 중화인민공화국에서 오늘날 일반적으로 사용하는 ‘헌법’(憲法)은 일반적으로 헌법(실질적 의미의 헌법. 즉 민법과 형법, 국제 연합 헌장을 비롯한 전체 법제에서 헌법적 정신을 담은 규범까지 포함)과 ‘헌법전’(형식적 의미의 헌법. 즉 헌법전 내 조문)의 두 가지 의미로 쓰인다. 한국에서는 헌법을 주로 후자의 의미로 쓰고 전자는 '헌법적 관행', ‘헌법적 규범,’ ‘헌법적 정신,’ ‘헌법적 이념’ 등으로 나타내기도 한다.
헌법은 영어나 프랑스어로 "컨스티튜션"(Constitution)이라 하는데, 이는 “창설하다, 설치하다, 정돈하다, 특정의 형태나 질서를 갖추다”라는 뜻의 라틴어 "콘스티투에레"(constituere)에서 유래한 것으로, 로망스어나 그의 영향을 받은 언어는 유사한 철자를 가진다. 게오르크 옐리네크는 “국가를 조직하는 것”(라틴어: rem publicam constituere)이라는 표현에서 18세기 이후에 헌법의 의미를 가지는 "콘스티투치온"(Konstitution)이라는 표현이 생겨났다고 한다. 독일어로는 "페르파숭"(Verfassung)이라고 하는데, 이는 상태 또는 형태(Zustand 추슈탄트[*])란 뜻이며, 라틴어의 "콘시페레"(concipere)에 가깝다.
헌법과 비슷한 말로 국제(國制), 헌장(憲章), 국헌(國憲) 등의 용어도 사용된다. 1899년의 대한국 국제나 대한민국 임시 정부의 임시 헌장, 그리고 제헌 헌법부터 유신 헌법에 이르기까지 대통령 취임 선서에서 “나는 국헌을 준수하고…”라고 표현되었다. 지금도 형법 제91조(국헌 문란의 정의)에서는 국헌(國憲)이라는 용어를 사용하고 있다.

### 형식적 의미와 실질적 의미
헌법의 내용은 특별한 절차에 따라 법전의 형태로, 즉 헌법전으로 제정된다. 이러한 헌법을 성문 헌법이라고 하는데, 이처럼 ‘헌법전’이라는 구체적인 법을 형식적 의미의 헌법이라고 한다. 이는 일반적인 입법 절차와는 구별되는 특별한 방법으로 제정되고, 특별한 가중적 절차에 따라서만 개정할 수 있는 특별한 존립의 보장을 받는 법이다.
이에 비해 실질적 의미의 헌법이란 국가의 본질을 결정하는 기본 결정, 최고 국가 기관의 조직, 작용, 권한 등에 관한 모든 규범과 더 나아가서 국가와 국민 간의 기본적인 관계를 규정하는 모든 규범의 총체를 말한다. 이러한 내용을 담은 것으로는 헌법전 이외에도 정당법, 선거법, 정부조직법 등과 함께 그러한 내용이 규정된 명령이나 조례 및 관습까지 모두 포함된다.

## 구분

### 존재 형식에 따른 분류
헌법의 존재 형식으로는 성문 헌법과 관습 헌법으로 나눌 수 있다. 대부분의 국가는 성문 헌법을 가지고 있다. 이스라엘과 뉴질랜드, 영국의 3개국만이 불문 헌법을 가지고 있다.

#### 성문 헌법
성문 헌법(成文憲法)은 조문의 형식으로 구성된 헌법전의 형태를 가지고 있는 헌법이다.
입헌주의 운동의 결과로 국가의 기본 질서를 문서로 명확하게 규정하여 명확성과 안정성을 확보하고, 이를 통해 개인의 자유를 보호하기 위해 성문 헌법이 만들어졌다. 불문 헌법이 수세기가 넘는 점진적 진보(evolution)의 결과로 쌓인 헌정의 관습인 데에 비하여, 성문 헌법은 대체적으로 혁명(revolution)과 같은 극적인 정치적 변화의 결과물이다. 예를 들어 미국 헌법은 미국 독립 혁명(American Revolution)이 발생하고 25년 만에 작성되어 비준(ratified)되었다.
성문 헌법의 장점은 법문의 내용을 이해하기 쉽다는 데에 있다. 성문 헌법은 대개 하나의 문서로 작성되어 있다.
성문 헌법을 가진 국가는 일반적으로 헌법에 최고 법규성을 부여한다. 즉, 일반 법률과 성문의 헌법이 충돌하면, 헌법이 우선한다. 다만 헌법은 추상적인 언어로 표현되는 경우가 많은 최고 일반법이기 때문에 헌법이 직접 적용되는 경우는 드물며, 헌법 정신을 위배하는 하위 법규를 개정하거나 폐지하고 입법부가 새로운 법규를 제정하도록 하고 있다. 헌법 정신에 위배되는 법규는 일반적으로 법원에 따라 효력이 상실된다. 그러나 헌법재판소가 있는 국가에서는 법원이 헌법재판소에 법률이 헌법에 위배되는지 심사할 것을 청구하고, 헌법재판소가 이에 대해 심사하고 있다. 헌법의 제·개정 절차는 일반 법률의 제·개정 절차보다 까다롭다.

#### 불문 헌법

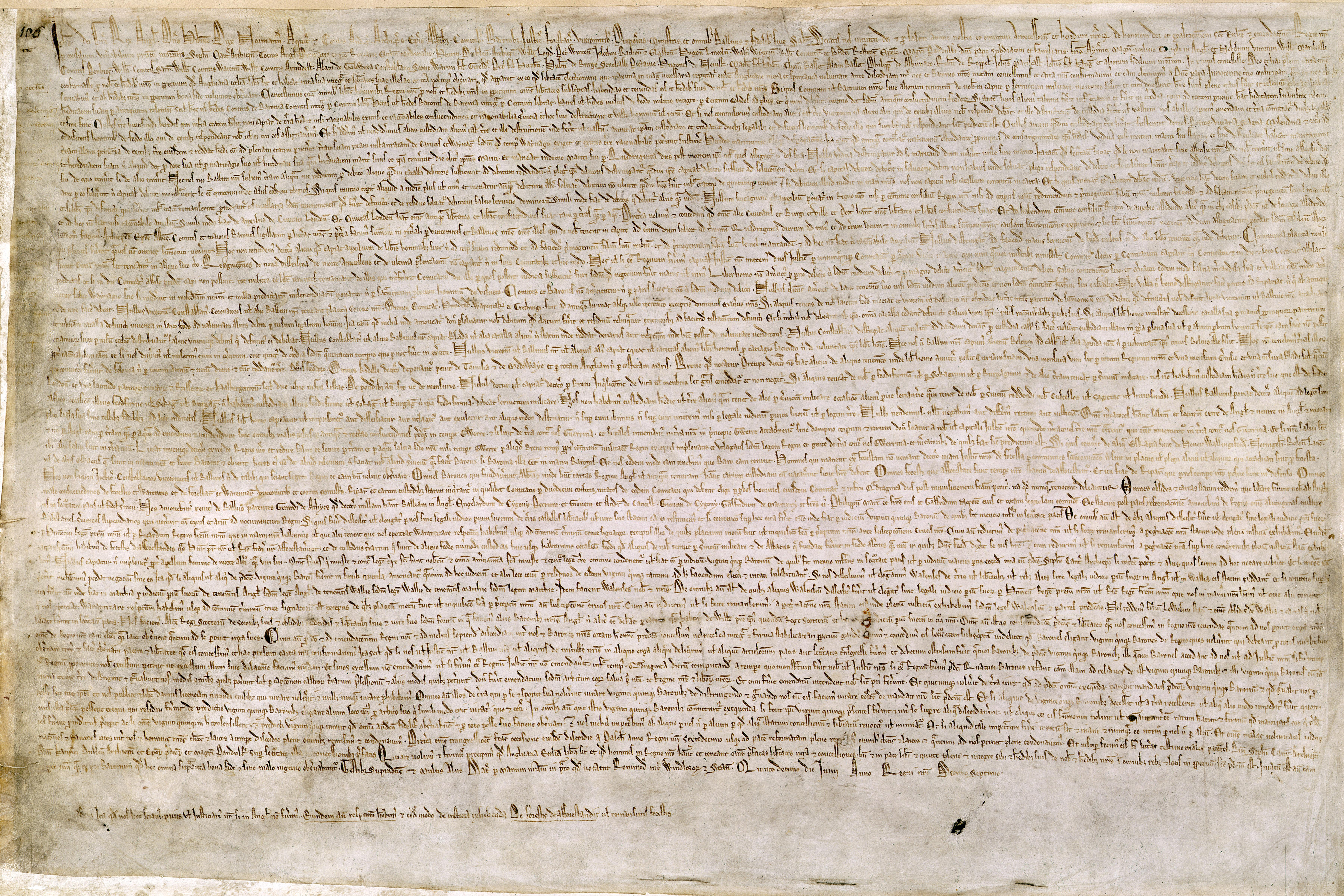
마그나 카르타

불문 헌법은 독립된 헌법전 형태가 아니라, 헌법의 형태를 띤 여러 가지 법률 또는 문서와 역사를 통해 축적된 헌법의 성격을 가진 관습을 국가의 통치 질서로 삼는 헌법이다. 쉽게 말해서 하나의 문서로 된 헌법을 가지지 않는 헌법 형태이다. 불문 헌법은 일종의 몇 세기 동안 법이 진화한 결과라고 간주할 수 있다. 성문 헌법과 반대로 헌법의 성격을 지닌 여러 문서적 법규 및 구어적 합의로 나타난 헌법적 관례(constitutional conventions)로 기능을 대신한다.
현재 불문 헌법을 가진 국가로는 영국과 뉴질랜드, 이스라엘이 있다.

#### 관습 헌법
이른바 관습 헌법(慣習憲法, 독일어: Verfassungsgewohnheitsrecht)이라고 불리는 헌법 관습법(또는 헌정 관습법) 또한 불문 헌법의 일종으로, 성문 헌법과 같이 국내법 질서에서 최고의 효력을 갖는 헌법적 사항에 대한 관습법을 가르친다.
성문 헌법을 가지고 있는 국가에서 관습 헌법이 성립할 수 있는가에 대해서는 학설이 다양하며, 성립할 수 있다는 학자도 그 효력에 대해서는 이론이 분분하다. 대체적으로 성문의 헌법을 가진 국가에서는 헌법에 직접 명시되지는 않았으나, 성문의 헌법에 내재되어 있는 불문의 헌법 규범 이 나타날 수는 있지만, 이러한 규범은 어디까지나 성문 헌법의 규범적 범위 이내에서 그 성문 헌법의 애매한 점을 보충하는 데에서만 인정할 수 있다는 것이 다수설이다. 그러나 관습 헌법이 이론적으로는 가능하지만, 실제적으로는 불가능한 이론적인 흥미의 대상 또는 실제적인 의의가 미미하다는 입장을 취하고 있는 학자도 많다.
대한민국의 헌법재판소는 신행정 수도법 위헌 확인 결정에서 기본적 헌법 사항에 대해 국내법 질서에서 성문의 헌법과 같은 효력을 갖는 헌법적 사항에 대한 관습법이 성립할 수 있으며, 신행정수도의 건설을 위한 특별 조치법은 서울을 수도로 하는 관습 헌법을 위반하므로 수도 이전을 위해서는 성문 헌법과 같은 개헌 절차가 필요하다고 판시하였다. 이후 대한민국에서 관습 헌법의 효력을 긍정하는 학자가 나타나기 시작하였으며, 효력을 부정하는 입장에서 긍정하는 입장으로 선회한 학자도 있다. 다만 헌법재판소의 판결과 같은 입장을 취하는 학자는 극소수이다.

### 개정 방법에 따른 분류
헌법은 그 개정 방법에 따라 연성 헌법(軟性憲法)과 경성 헌법(硬性憲法)으로 나뉜다. 전자는 헌법의 개정에 일반 법률과 동일한 절차 및 방법으로 개정할 수 있는 헌법을 말하며, 후자는 법률보다 엄격한 절차와 방법에 따라 개정할 수 있는 헌법을 말한다. 대부분의 헌법은 정국의 안정과 헌법의 기본법으로서의 권위 유지를 위해 경성 헌법의 형태를 취하지만, 불문 헌법 국가인 영국이나 1948년에 제정된 뉴질랜드의 헌법 등은 연성 헌법의 형태를 취하고 있다.

### 제정 주체에 따른 분류
제정 주체가 군주인 헌법을 흠정 헌법(欽定憲法)이라고 한다. 1889년에 제정된 일본제국 헌법이 대표적인 흠정 헌법이다. 이에 비해 국민이 제정 주체가 된 헌법을 민정 헌법(民定憲法)이라고 하며, 군주와 국민의 대표 사이의 합의에 따라 제정된 헌법을 협약 헌법(協約憲法)이라고 한다. 또한 여러 국가 사이의 합의에 따라 성립된 헌법을 국약 헌법(國約憲法)이라고 하는데, 대체적으로 국약 헌법도 개별 국가에서는 국민적 합의에 기초하여야 하므로 민정 헌법인 경우가 많다. 국약 헌법으로는 1871년의 독일 제국 헌법, 1787년의 아메리카 합중국 헌법, 1992년의 독립 국가 연합(CIS)의 헌법 등이 있으며, 또한 연방 국가의 연방 헌법이 이에 속한다.

## 특징
헌법의 특징으로는 학자마다 다양한 사항을 들고 있지만, 대체적으로 최고 규범성·개방성·정치성·역사성·조직·수권 규범성 및 권력 제한 규범성 등을 들고 있다.

### 최고 규범성
헌법은 국가의 기본 조직과 인권의 보장을 정하는 규범이므로, 적어도 한 국가 내에서는 다른 모든 하위법보다 높은 최고의 지위에 있다. 즉 헌법은 국가의 근본적인 법적 질서로, 기본법 또는 기초법이라고 말할 수 있다.
특히 다른 모든 법의 존립과 내용, 효력의 보장 등은 헌법에 그 근거를 두고 있기 때문에, 헌법은 일반 법률에 의해서는 폐기 또는 변경될 수 없고, 어떠한 법규정이나 국가 행위도 헌법을 위반할 수 없으며, 모든 국가 권력(집행권과 사법권뿐만 아니라 입법권까지)이 구속된다. “특히 위헌 법률 심사 제도는 헌법의 최고성을 나타내는 대표적 제도이다.”
이러한 특성은 명시적으로 헌법에 규정되는 경우(미국 헌법 제6조 제2항, 일본 헌법 제98조 제1항 등)도 있으며, 그러한 규정은 없지만 헌법의 개정 절차를 특별히 고양(高揚)시키거나 위헌 법률 심사제를 통해 간접적으로 드러내는 경우도 있다.
이러한 헌법의 최고 법규범성을 분설하면 법규성과 최고성으로 나뉜다.
우선 헌법은 법(법규범)이다. 헌법은 일반 법률과는 달리 헌법이라는 특수한 명칭을 가졌지만 헌법도 법이라는 점에서는 다른 법과 성질을 같이 한다. 헌법이 법이라는 말은 우선 헌법은 정치·역사·신앙·경제·문화 등과 달라서 있는 사실을 그냥 기술(記述)하거나 희망사항을 표시함에 그치는 것이 아니라 국민이 지켜야 할 규범이며 규범 중에서도 도덕같은 것과는 달리 그것을 지키지 않을 때에는 일정한 제재(制裁)가 수반(隨伴)되는 강제 규범, 즉 법규범(法規範)이라는 뜻이다. 헌법 속에는 순수한 법규범에 속하지 않는 요소도 포함될 때가 흔히 있으나 그것 때문에 헌법이 법으로서의 성질이 흔들리는 것은 아니다.
한편 헌법이 국가의 최고 법규라 함은 헌법은 성질과 효력에서 법률·명령·규칙 또는 여러 국가 권력기관의 처분이나 지시보다 상위(上位)에 있다는 뜻이다. 헌법의 규정은 그것만으로 국민의 권리·의무를 직접 결정하는 것도 있지만, 헌법은 국가의 기본 조직을 정하는 법이므로 헌법의 규정은 원칙적으로 법률·명령·규칙·처분 등 이를 구체화(具體化)하는 단계를 거쳐 비로소 국민의 개별적 권리·의무에 실제로 영향을 미치게 되는 것이다. 따라서 법률·명령 이하의 모든 국가 활동은 헌법의 규정에 위배돼서는 안 되며, 만일 이에 위배하는 때에는 위헌(違憲)으로서 무효가 된다. 여러 나라에서 법률·명령 등의 위헌 심사 문제가 일어나는 것은 바로 이러한 연유에서다.

### 개방성
헌법은 구조적으로 개방되어 있는데, “이는 헌법이 최고법 또는 기본법이기 때문에 나타나는 특성이다.” 즉 헌법은 내용에 있어 광의적이고 불확정적이며, 이는 추상적·포괄적·강령적·선언적 등으로도 표현된다. 또한 전체적인 체계도 개방되어 있다.
이러한 이유는 헌법이 모든 것을 결정할 필요는 없으며, 그 대강만을 규정하거나 규정하지 않는 것(규정이 불가능한 경우도 포함된다)이 더 중요하기 때문이다. 또한 헌법이 규율하는 내용이 역사적으로 변천할 수밖에 없기 때문에, 헌법이 모든 것을 확정적으로 규정하지 않기도 하다. 따라서 헌법은 필연적으로 “미래를 향하여 개방되어”(in die Zeit hinein offen) 있어야 하고 이는 동시에 미래의 이상과 비전을 제시하는 것이기도 하다.
그럼에도 불구하고 헌법은 국가조직 구성의 기본 원리는 개방적으로 규정하지 않는데, 이는 공동체 질서의 기초를 확정하여 안정화를 통해 반란의 부담을 덜어주는 작용을 하게 된다. 또한 그 기관을 구성하는 내용이나, 개방되어 있는 문제들을 결정할 절차는 명확하게 규정하여 국가 기관을 구속한다.

### 정치성
헌법은 전체적으로 다른 하위법에 비해 정치성이 매우 강하다. 이는 헌법이 가지고 있는 주요한 역할 가운데 하나가 정치적인 통일을 형성하여 국가를 창설하는 것이기 때문에, 그 성립 과정에서 사회공동체의 여러 정치적 세력의 투쟁과 타협의 산물로 설정되기 때문이다. 또한 헌법은 그 정치적 결정을 내리는 힘의 방법과 절차, 그 한계 등을 확정하고 있기 때문에 법적 성격보다 정치적 특성이 훨씬 강할 수밖에 없다.

### 역사성
헌법의 이념 또는 가치 질서는 선험적(先驗的)이고 자연법적이기 보다 현실의 역사 조건과 지배 상황에 따라 형성되어 온 역사적 이념이자 가치이다. 이러한 헌법의 특징은 그 사회가 가지고 있는 고유한 역사적인 관계와 함께 환경, 상황 등과 밀접한 관련을 가지고 형성되며, 이에 맞는 이념 또는 가치 질서를 가지고 있다.

### 규범적 특성
헌법은 국가를 조직하고, 그 권한을 수권하는 규범이자 그 권력을 제한하는 규범이기도 하다.
일례로 대한민국 헌법은 입법권은 국회에(제40조), 행정권은 대통령을 수반으로 하는 정부에(제66조 제4항), 사법권은 법원에(제101조 제1항) 속한다고 규정하고 있다. 이러한 규정은 국가의 통치 기구와 통치 작용을 구성하는 조직 규범인 동시에 또한 각 권한이 어느 국가 기관에 귀속하는가를 규정한 수권 규범이기도 하다.
또한 헌법은 각 국가 기관의 권한 사이에 감시와 견제를 통해 각 권력을 제한하도록 규정하고 있으며, 헌법 재판 제도를 통해 다른 권력을 감시할 수 있도록 규정하고 있다. 특히 스위스의 연방 헌법처럼 국민 투표권과 같은 직접적 권력 통제 수단과 간접적 권력 통제 수단을 함께 제도화하는 경우도 있다.

## 헌법의 해석
헌법은 개방적인 특성과 함께 그 규범의 의미를 분명히 밝히는 해석(解釋)을 필요로 하는데, 일반 법률과는 달리 그 결과가 기본적이고도 중대한 의미를 가진다. 특히 헌법 재판 제도가 광범하게 규정된 경우에는 해석이 더욱 중요한 의미를 가지게 된다.

### 방법
프리드리히 사비니는 법률의 해석 방법으로 문법적·논리적·역사적·체계적의 네 가지 해석 방법을 제시하였고, 이 방법을 서로 유기적으로 연결하여 해석해야 한다고 말했다. 이러한 방법은 헌법의 해석이 법률의 해석과 크게 다르지 않다는 전제하에 이용되는데, 이러한 방법을 전통적 해석 방법이라고 부르기도 한다.
그러나 헌법은 일반 법률과 달리 그 구조가 개방적이기 때문에, 이러한 방법으로는 일부 경우를 제외하면 해석이 불가능하기 때문에 새로운 해석 방법을 필요로 하게 된다. 특히 헌법의 해석에서 그 내재적 요소, 현실의 요소를 바탕으로 규범의 내용을 구체화 하는데, 이러한 이유로 헌법의 해석을 포괄적인 ‘규범의 구체화’라고 부르기도 한다.

#### 토픽적·문제 지향적 방법
헌법의 내용이 개방적이고 광범위하며, 문제에 대한 설명이 규범과 체계보다 우위에 있다는 점에서 출발한 토픽적·문제 지향적 방법에 따르면, 헌법 해석은 개방적인 논증의 과정인 동시에 해석에 참여한 자들 사이의 공감대 속에 존재하는 선이해가 해석에 대한 선결정을 좌우한다.

#### 해석학적·구체화적 방법
해석학적·구체화적 방법은 헤세가 특히 강조하는데, 규범을 확인(조문을 해석)하고 규범이 적용되는 현실을 반영한 규범 영역을 분석하는 과정을 밟는다. 이 방법은 토픽적·문제 지향적 방법과 달리 문제의 우위가 아니라 헌법 조문의 우위에서 출발한다는 점에서 구분된다.

#### 현실 과학 지향적 방법
현실 과학 지향적 방법은 사회학적 헌법 해석 방법이라고도 하는데, 이 방법은 자구(字句)의 이론적 추상성(dogmatische Begrifflichkeit)이 아닌 헌법의 의미와 현실이 헌법 해석의 기반과 척도가 되어야 한다는 스멘트의 통합론에서 출발한다. 이러한 목적을 위한 수단으로 헌법을 정신과학적·가치 관련적으로 이해하여야 하고, 헌법의 의미는 헌법이 그 속에서 국가가 국가의 생활 현실을 갖는 통합 과정의 법질서라는 점에서 관찰된다고 한다.

#### 헌법 기속적 방법
뵈켄푀르데는 합리적인 인식 수단을 가지고, 헌법 조문과 헌법에서 명백하게 또는 함축적으로 지니고 있는 헌법 이론으로서의 사고가 가능하다고 본다. 이러한 관점에서는 헌법과 관련된 해석의 요소들을 헌법으로부터 도출한다.

### 해석의 지침
헌법을 해석할 때에 무엇을 지침으로 삼을 것인가에 대하여는 견해가 일치하지 않지만, 헌법의 통일성의 원리만큼은 헌법 해석의 필수 지침이라는 데에 견해가 일치하고 있다.

#### 헌법의 통일성의 원리
헌법은 그 자체가 하나의 통일체를 이루며, 하나의 헌법 조문은 다른 조문과의 상호 관련 속에서 고찰되어야 한다. 즉 헌법의 통일성은 헌법의 조항이 서로 유기적으로 견련(牽聯)되어 있으며, 다른 조문과 모순되지 않는다는 데에 있다. 이와 함께 서로 상반되는 헌법 규범이나 헌법의 원칙이 서로 최대한으로 조화되면서 모든 헌법 규범과 헌법의 원칙이 동시에 가장 잘 실현되도록 주의해야 한다는 원리인 실제적 조화의 원리 또한 헌법의 통일성과 밀접한 관련이 있다.

### 해석의 한계
헌법의 해석은 원칙적으로 실정 헌법의 존재를 전제로 한다. 즉 실정 헌법은 헌법 해석의 한계로 작용하며, 헌법의 구속적 정립이 존재하지 않는 경우나 법조문의 의미 있는 이해 가능성이 끝나는 경우와 함께 해석이 법조문과 명백하게 모순되는 경우에 그 한계가 있다.

#### 헌법 합치적 해석
헌법 합치적 해석(독일어: verfassungskonforme Auslegung 또는 합헌적 법률 해석)이란 하나의 법률 규정이 넓게 해석하는 경우에 위헌의 의심이 생기는 경우에, 이를 좁게 한정하여 해석하는 것이 그 입법 목적에 부합할 뿐만 아니라 헌법에 합치되는 경우에 그 규정은 합헌으로 해석하여야 한다는 해석 지침을 말한다.
이는 헌법의 최고 규범성에서 도출되는 법질서의 통일성과 함께, 권력 분립에서 나오는 입법권의 존중 및 법규범이 제정·공포된 이상 일단 효력이 있다는 ‘법률의 추정적 효력’(favor legis)을 근거로 한다. 이는 미국 연방 대법원에서 실무적으로 발전되었고, 독일 연방 헌법 재판소도 초기 판결부터 이 방법을 자주 활용하고 있다. 대한민국의 헌법 재판소와 대법원 도 소극적으로 이 방법의 당위성을 확인하고 있다.
그러나 이러한 해석에서도 그 법률의 문구나 목적에 명백하게 모순되는 해석은 할 수 없으며, 법률의 효력을 지속시키기 위해 헌법의 내용을 지나치게 확대 해석하여 헌법 규범의 정상적인 수용 한계를 넘어서는 안 된다는 한계 가 있다.

## 헌법의 제정과 개정

### 헌법의 제정
“헌법의 제정(制定)이란 국가(공동체)의 법적 기본 질서를 마련하려는 법 창조 행위를 말한다.”
유럽에서 중세의 정치적 권력 구조는 오랜 시간에 걸쳐 저절로 형성되었고, 이러한 정치적 권력은 단지 역사적 또는 종교적인 힘에 따라 정당화됨으로써 인정되었다. 그러나 오늘날의 헌법은 공동체에서의 다양한 이해관계와 정치적 의지를 통일적으로 형성하고, 국가 권력을 구성해야 하는 목적을 갖기 때문에 별도의 제정 권력 또는 절차를 필요로 하게 된다.
오늘날과 같은 국민 주권 국가에서는 국민만이 헌법을 제정할 수 있다. 이러한 관점에서 ‘헌법 제정 권력’이라는 개념이 문제가 되었다.

#### 헌법 제정 권력
처음으로 헌법 제정 권력의 문제를 현실적으로 제기한 것은 시이예스로, 그는 프랑스 혁명 당시에 배포한 소책자 《제3계급이란 무엇인가》에서 군주가 아닌 국민이 헌법을 제정할 권리를 가진다는 것을 이론적으로 뒷받침하고자 하였다. 시이예스는 헌법 제정 권력의 담당자는 국민이며, 국민은 국가와 헌법 바깥에서 자연 상태로 존재한다고 보았다. 따라서 이 권력은 국가나 헌법에 의해 구속되지 않으며, 무제한의 지배자이다.
이후 헌법 제정 권력의 문제를 본격적으로 거론하여 발전시킨 사람은 카를 슈미트이다. 그는 헌법 제정 권력을 고유한 정치적 실존의 양식과 형태에 대한 구체적인 근본 결단을 내릴 수 있는 실존적인 정치적 의지로 규정하고, 이러한 권력에 의한 의지의 결단을 헌법(독일어: Verfassung)이라고 부르며, 이러한 결단에서 규범화된 규정을 헌법률(독일어: Verfassungsgesetz)이라고 불러 구분하였다.

### 헌법의 개정
“헌법의 개정이란 헌법의 규범력을 높이기 위해 헌법이 정한 절차에 따라 헌법의 기본적 동일성을 파괴하지 않고, 의식적으로 헌법의 조항을 수정하거나 삭제 또는 새로운 조항을 추가하는 것을 말한다.” 이러한 개정은 조항의 수정과 삭제뿐만 아니라 미국 헌법과 같이 수정 조항을 추가하는 방법으로 수행되기도 한다.

#### 구분 개념
헌법의 개정은 헌법의 변천과 구분된다(이에 대해서는 뒤에 서술). 또한 헌법의 개정은 헌법의 경우에 반하는 조치를 취하는 헌법의 침훼(侵毁, 독일어: Verfassungsdurchbrechung)와 구분되며(헌법의 침훼는 물론 위헌이다), 혁명 등으로 말미암아 헌법 제정 권력까지도 배제되는 헌법의 파괴 또는 파기(破棄, Verfassungsvernichtung)와도 구분된다. 그뿐만 아니라 기존의 헌법만 배제될 뿐, 헌법 제정 권력은 변경되지 않는 헌법의 폐제(廢除) 또는 폐지(廢止, Verfassungsbeseitigung)와 특정 조항의 효력이 일시적으로 상실되는 헌법의 정지(Verfassungssuspension)와 구분된다.

#### 개정의 방법 및 절차
헌법의 개정은 대체적으로 일반 법률보다 어려운 방법을 취하도록 하는데, 이를 경성 헌법이라고 한다. 주로 표결에서 일반 법률보다 높은 비율의 찬성을 구하거나, 단계를 여러 단계로 나누는 등의 방법을 취하게 된다. 일부 헌법(벨기에, 노르웨이, 네덜란드 등)에서는 헌법 개정안이 성립되면 의회가 해산하고 국민 총투표를 통해 새로 구성된 의회로 하여금 그 헌법 개정안을 의결하도록 하고 있는데, 이는 총투표를 통하여 개헌에 대한 국민의 의사를 묻기 위한 것이다.
헌법의 개정에서 국민 투표가 가미되는 경우도 많은데, 의회의 의결 이후에 국민 투표로 확정케 하거나 의결 자체를 국민 투표로 하게 하는 경우 등 여러 가지 방법이 있다. 연방 국가의 경우에는 각 지방 또는 그 지방의 대표 기관의 동의를 구하는 절차를 거치기도 하고, 별도의 기구를 통해 승인을 얻게 하는 경우도 있다.

#### 개정의 한계
헌법을 개정하는 데에 한계가 있는가에 대해서는 여러 가지 견해가 존재한다. 특히 헌법의 중요한 조항에 대해서 그 개정을 금지하는 규정이 헌법전에 포함되어 있는 경우도 있는데, 그렇다고 해서 개정의 한계에 해결책을 주고 있지는 않다. 왜냐하면 그러한 조항을 개정할 수 없다는 조항을 개정한 뒤, 그 대상 조항을 개정하는 방법을 취할 수도 있기 때문이다. 결국 헌법 개정의 한계에 대한 문제는 이론적인 문제이며, 이 이론적인 한계에서 실정법적 한계는 의미를 가지게 된다.
법실증주의를 취하고 있는 라반트나 켈젠과 같은 학자는 헌법 개정의 한계를 부인한다. 이들에 따르면 헌법과 법률은 모두 국가의 의사 행위(意思行爲, Willensakt des Staates)로, 국가의 의사는 변할 수 있다는 것이다. 이들은 특히 헌법의 변천을 인정하지 않기 때문에(그러나 헌법의 변천이라는 개념 자체를 부인하는 것은 아니다), 헌법 규범과 현실의 괴리를 극복하기 위해 헌법의 개정을 무제한으로 허용하게 된다. 헌법 제정 권력이 내린 기본적 결단이 헌법 개정을 통해 변경될 수 없다는 주장에 대해서도, 헌법 제정 권력 자체를 법외적(法外的) 현상으로 보고 이를 인정하지 않게 되며, 자연법 또한 그 자체를 배척하기 때문에 한계로 인정될 수 없다.
이에 비하여 슈미트는 헌법률은 개정할 수 있지만, 헌법 제정 권력이 설정한 근본 결단으로서의 헌법은 개정할 수 없다고 본다. 즉 슈미트에 따르면 헌법의 개정은, 정확하게는 헌법률의 개정에 해당한다.
헤세는 헌법의 변천을 인정하되 이를 최소한으로 제한하고, 헌법 개정에 더욱 큰 비중을 주어 헌법의 규범성을 확보하고자 하였다. 그의 제자 해벌레는 헌법 변천의 개념을 배척하면서, 헤세와 마찬가지로 헌법 개정에 중점을 두었다. 그럼에도 불구하고 두 사람 모두 헌법의 개정에는 한계가 있다고 보는데, 헤세는 ‘역사적 변천 속에서의 지속성 유지’와 ‘헌법의 동일성과 공동체의 법적 기본 질서의 계속성’을 한계로 본다.
개정의 한계를 긍정하는 경우에도 대체적으로 그 한계는 여러 가지로 나뉘는데, 대체적으로 헌법의 기본적 동일성과 계속성을 유지시키는 내용, 즉 헌법의 실질적 핵은 개정할 수 없다고 본다. 이러한 내용으로 민주주의와 법치주의적 질서의 기본 요소가 해당한다. 이 외에도 자연법적 한계나 국제법적 한계, 경제적·기술적 한계나 지리적 상황, 실정법에서 규정하는 몇 가지 원칙이 한계로 작용할 수 있다.

#### 헌법의 변천
헌법의 변천이란 헌법의 실체적인 조문에는 아무 변화도 없지만, 사실상 헌법 규정의 내용이 변하는 것을 말한다. 이 문제는 헌법 규범의 내용의 구체화에 대한 문제이다. 이는 헌법이 개방적인 구조를 취하고 있다는 것에 그 인정의 바탕을 두고 있으며, 사회의 여러 변화에 따라 상당히 탄력적으로 적응할 수 있게 해준다.

## 나라별 헌법
- 노르웨이 헌법
- 대한민국 헌법
- 독일 기본법 - 세계 최초로 '인간 존엄성'(Menschenswuerde)을 명시한 헌법.
- 러시아 헌법
- 미국 헌법 - 세계 최초의 근대적 성문헌법이다.
- 스페인 헌법 (1978년)
- 오스트레일리아 헌법
- 2012년 이집트 헌법
- 일본국 헌법
- 조선민주주의인민공화국 사회주의헌법
- 중화민국 헌법

## 같이 보기
- 헌법학
- 헌법재판